# Andorra MoraBanc Clàssica
L'Andorra MoraBanc Clàssica est une course cycliste masculine andorrane d'un jour créée en 2025 et qui se déroule entièrement dans la principauté d'Andorre. L'épreuve est classée par l'UCI en catégorie 1.1 dans l'UCI Europe Tour depuis sa création.

## Histoire
Une conférence de presse est donnée le 10 octobre 2024 au siège de MoraBanc, l’un des parrains de l’épreuve avec les municipalités d'Andorre-la-Vieille et de La Massana ainsi que d’Andorra Turism. La course bénéficie du soutien technique des organisateurs de la Route d'Occitanie. La compétition, sous le nom d’Andorra MoraBanc Classica aura donc lieu le 22 juin 2025 : le parcours d'environ 140 kilomètres se déroulera entièrement en Andorre avec un départ de la capitale, une arrivée sur les hauteurs de La Massana et un dénivelé positif de plus de 4 000 mètres. D’après le coureur cycliste espagnol Carlos Verona, membre de l’équipe Lidl-Trek et ambassadeur de la course, il était normal qu'un pays où résident plus de 200 cyclistes professionnels organise une course cycliste pour professionnels. 
Il s'agit actuellement de la seule course professionnelle d'un jour pour les grimpeurs disputée dans les Pyrénées et en Andorre.

## Palmarès
| Année | Vainqueur         | Deuxième           | Troisième |
| ----- | ----------------- | ------------------ | --------- |
| 2025  | Mattias Skjelmose | Cristian Rodríguez | Enric Mas |